# Dàn nhạc giao hưởng hiện đại

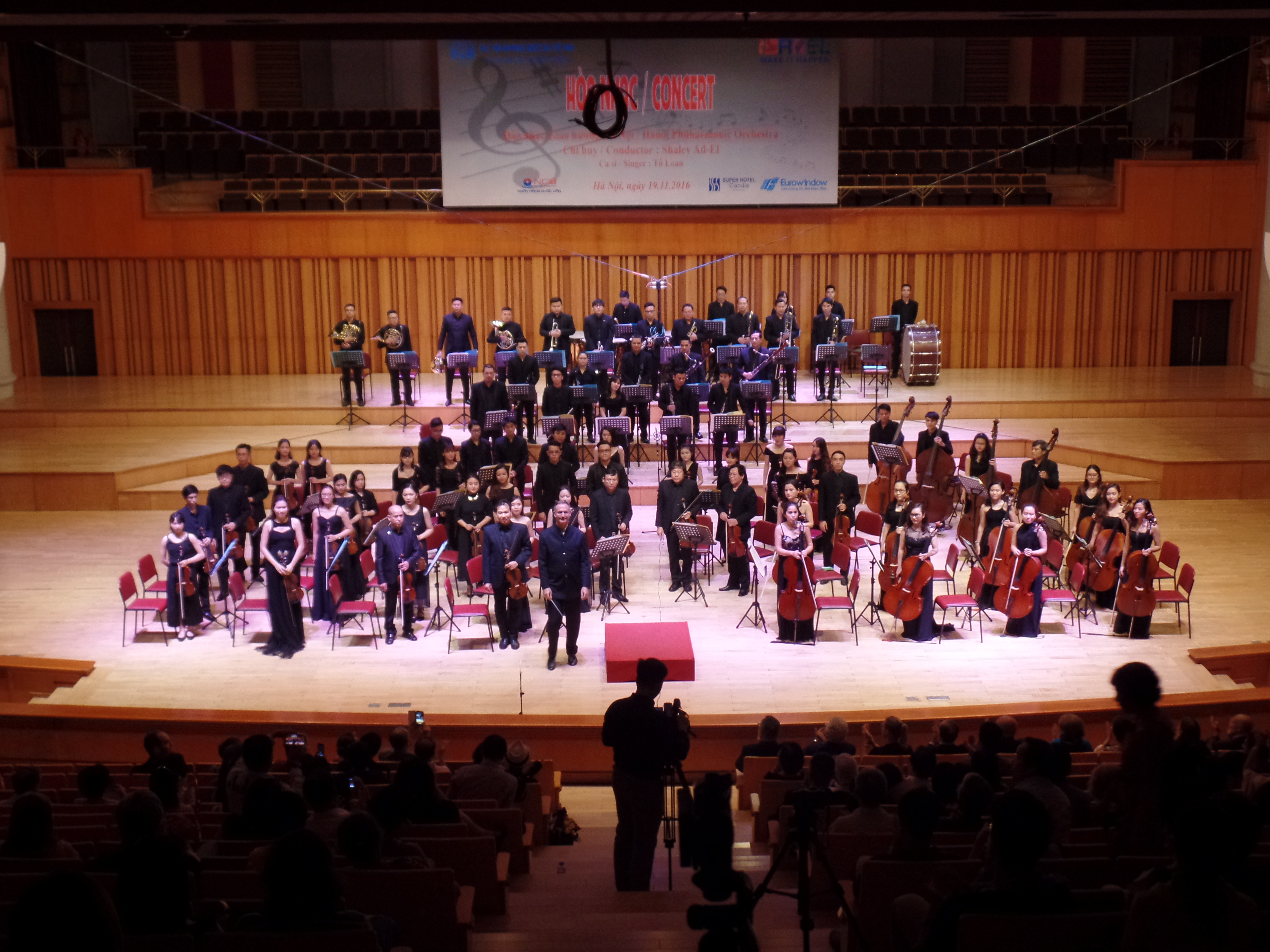
Dàn nhạc giao hưởng Hà Nội trong một cuộc trình diễn năm 2016

Dàn nhạc giao hưởng hiện đại là dàn nhạc có quy mô lớn nhất hiện nay, gồm nhiều nhạc công sử dụng những nhạc cụ thuộc bộ dây, bộ gỗ, bộ đồng và bộ gõ, thường để biểu diễn nhạc giao hưởng thuộc lĩnh vực nhạc cổ điển hoặc một số lĩnh vực khác.
Một dàn nhạc giao hưởng thường gồm ít nhất khoảng 40 nhạc công, sử dụng ít nhất khoảng 12 loại nhạc cụ khác nhau, dưới sự chỉ huy của một nhạc trưởng. Đôi khi một nhạc phẩm đòi hỏi phải được trình diễn bởi một tập hợp gồm dàn nhạc giao hưởng kết hợp với dàn hợp xướng, thì tập hợp này vẫn gọi chung là dàn nhạc giao hưởng. Những nhạc công trong dàn nhạc giao hưởng thường là những nghệ sĩ chuyên nghiệp, được đào tạo và luyện tập nhiều năm. Mỗi nhạc phẩm được dàn nhạc này thực hiện thường là một tác phẩm của nhạc sĩ có tên tuổi, thường thuộc thể loại nhạc cổ điển, nhưng cũng có thể là nhạc hiện đại, đòi hỏi thời gian trình diễn từ khoảng 30 phút đến 1 tiếng hoặc hơn. Dàn nhạc giao hưởng bắt đầu hình thành từ thế kỉ XIX, sau âm nhạc thời kỳ Baroque và được ổn định tương đối cho đến nay kể từ thế kỉ XIX.

## Từ nguyên
"Dàn nhạc giao hưởng" là thuật ngữ trong âm nhạc, tương đương với các thuật ngữ nước ngoài là:
- symphony orchestra hoặc philharmonic orchestra (tiếng Anh),
- orchestre philharmonique hoặc orchestre symphonique (tiếng Pháp),
cũng như nhiều ngôn ngữ khác, như: orquesta sinfónica (Tây Ban Nha), symfonieorkest (Hà Lan), orkiestra symfoniczna (Ba Lan), sinfonniieorchestter (Đức), cимфони́ческий орке́стр (Nga), v.v. Từ dưới đây, gọi chung là các "ngoại ngữ".
Đây là cụm từ gồm hai phần "dàn nhạc" và "giao hưởng".

### Dàn nhạc
Trong các ngoại ngữ, dàn nhạc đều có nghĩa chung là orchestra bắt nguồn từ tiếng Hy Lạp cổ "ὀρχήστ-ρα" (IPA: /orkhēstrā/) dùng để chỉ khoảng không gian trong nhà hát mà các nghệ sĩ biểu diễn, khoảng không gian này thường có hình bán nguyệt.
Hiện nay, khái niệm dàn nhạc (orchestra) dùng để chỉ tập hợp nhiều nhạc công biểu diễn khí nhạc hoặc có khi kết hợp với ca sĩ, nhưng quy mô lớn. Một musical ensemble (nhóm nhạc hoặc ban nhạc không thể gọi là dàn nhạc. Người ta gọi ABBA là ban nhạc, chứ không gọi là dàn nhạc; tương tự như vậy, người ta gọi André Rieu là chỉ huy dàn nhạc, chứ không gọi là chỉ huy nhóm nhạc.
Có nhiều loại dàn nhạc khác nhau như: dàn nhạc Rock, dàn nhạc Jazz, dàn nhạc nhẹ, v.v  và dàn nhạc giao hưởng.

### Giao hưởng

#### Nội hàm
Ở Việt Nam, từ lâu khái niệm "giao hưởng" đã được dịch từ tiếng Pháp là symphonie. Thuật ngữ này vốn đề cập đến các tiết mục hoà nhạc cổ điển cho đến thời kỳ đầu của Chủ nghĩa lãng mạn, khi nó bắt đầu mở rộng, tiếp tục sử dụng cho đến khoảng thế kỷ XIX. Từ này cũng tương đương với từ philharmonic xuất phát từ tiếng Hy Lạp - phile có nghĩa là yêu, bạn bè, người thân; và "harmonie" có nghĩa là hòa âm, có sự kết hợp, niềm vui, sự giao thoa về âm nhạc. Vì thế, khoảng đầu thế kỷ XX, các phòng hòa nhạc sử dụng thuật ngữ "philharmonic" nhiều hơn, bởi vì ở đó, những người yêu âm nhạc có thể gặp nhau. Nếu chúng ta đặt tất cả các định nghĩa này lại với nhau, thì một philharmonic là một tập hợp những người yêu âm nhạc - theo nghĩa đen. Các cuộc tụ họp này diễn ra trong các hiệp hội philharmonic, một "hiệp hội âm nhạc của những người nghiệp dư hoặc chuyên nghiệp, nhằm tổ chức các buổi hòa nhạc" (Larousse). Theo nghĩa này, dàn nhạc philharmonique thường gắn bó và gợi nhớ đến các tiết mục hiện đại hơn là dàn nhạc symphonique. Tuy nhiên, gần đây không phân biệt rõ như thế nữa..

#### Ngoại diện
Như vậy, nội dung của "symphony" và "philharmonic" là như nhau. Ví dụ: Ở Boston có hai dàn nhạc giao hưởng, một gọi là "Boston Phiharmonic Orchestra", một nữa gọi là "Boston Symphony Orchestra", thì đều là dàn nhạc giao hưởng, nhưng khác nhau, nghĩa là từ "symphony" và từ "philharmonic" dùng như danh từ riêng. Tương tự như vậy: nếu Hà Nội có hai dàn nhạc giao hưởng, thì một có thể gọi là "dàn nhạc symphony Hà Nội", còn lại thì gọi là "dàn nhạc philharmony Hà Nội", để tránh gọi là "Giao hưởng 1" và "Giao hưởng 2" gây cảm giác phân biệt xếp hạng.
 Đang thực hiện...